# Paiements Canada
 (décembre 2020).
Paiements Canada (officiellement, l’Association canadienne des paiements) est une association privée d'intermédiaires financiers constituée en vertu d'une loi du Parlement du Canada. Elle est l’entité responsable des systèmes d’échange, de compensation et de règlement financier au Canada. Elle a la responsabilité des règles administratives de ces systèmes, de leur infrastructure technologique, ainsi que des normes techniques et des règles d’opérations qui régissent leur utilisation par les entités participantes, qui sont principalement les institutions financières canadiennes.
Paiements Canada est instituée et régie par la Loi canadienne sur les paiements (C-21). Elle est tenue de favoriser la sécurité, l’intégrité et l’efficacité des paiements, ainsi que les intérêts des utilisateurs, incluant le public canadien.

## Services actuels
Paiements Canada offre trois principaux services.

### Le système automatisé de compensation et de règlement (SACR)
Le système automatisé de compensation et de règlement (SACR), en anglais Automated Clearing and Settlement System (ACSS), est le système permettant de compenser et de régler les effets de paiements physiques et numériques issus des opérations canadiennes de paiement de détail, qui sont réalisées par les clients des institutions financières. Ce système existe depuis 1984.
La majorité des paiements effectués au Canada sont réglés par le biais du SACR, incluant les chèques, les transactions de dépôts direct, les débits préautorisés, les paiements directs au point de vente et les opérations effectuées au guichets automatiques bancaires,.

### Le système de transfert de paiements de grande valeur (STPGV)
Le système de transfert de paiements de grande valeur (STPGV), en anglais Large Value Transfer System (LVTS), est le système de virement électronique pour les paiements de grande valeur. Il assure un traitement irrévocables et en temps réel de ces paiements. Ce système existe depuis 1999.

### Le système d’échange en bloc d'effets US (EBUS)
Le système d’échange en bloc d'effets US (EBUS), en anglais US Dollar Bulk Exchange (USBE), est un système parallèle au système automatisé de compensation et de règlement (SACR) et qui est utilisé pour l’échange et le règlement d’effets de paiement en dollars des États-Unis (USD) tirés de comptes en USD détenus dans des institutions financières canadiennes. Le règlement est effectué aux États-Unis.

## Statistiques d’utilisation
En 2019, le SACR a traité environ 8,3 milliards de paiements dont la valeur totale s’élevait à environ 7,3 billions de dollars canadiens.
En 2019, le STPGV a traité environ 10 millions de paiements dont la valeur totale s’élevait à environ 47,7 billions de dollars canadiens.

## Programme de modernisation
Paiement Canada mène depuis 2015 un programme de modernisation de ses services. Outre une mise à jour technologique, ces travaux de modernisation visent à permettre le règlement plus rapide — dans certains cas en temps réel —, à améliorer les modèles de gestion de risque et à adopter les plus récentes normes internationales applicables (notamment ISO 20022).
Le programme prévoit le remplacement du STPGV par un nouveau système de paiement de grande valeur, appelé Lynx, qui sera mis à l’essai en 2021,. Il comporte aussi la création d'un nouveau système de Paiements en temps réel (PTR) — en anglais Real-Time Rail (RTR) — dont la mise à l’essai est prévue en 2022. Sont également prévues diverses améliorations au système automatisé de compensation et de règlement (SACR).